# Линда Карађорђевић
Линда Карађорђевић (Лондон, 22. јун 1949) је друга супруга и удовица краљевића Томислава Карађорђевића.

## Биографија
Рођена је 1949. у Лондону у грађанској породици као Линда Мери Бони (енгл. Linda Mary Bonney). Њен отац звао се Холбрук Ван Дајк Бони (енгл. Holbrook Van Dyke Bonney), а мајка Џоан Еванс (енгл. Joan Evans).
Удала се 1982. за југословенског принца Томислава Карађорђевића, средњег сина краља Александра I Карађорђевића и краљице Марије. Томиславу је ово био други брак, пре тога се развео са Маргаритом од Бадена, а Линди је био први брак. Венчали су се 16. октобра 1982. у српској цркви посвећеној кнезу Лазару у Борнвилу, Бирмингем, Енглеска.
У браку су добили два сина:
- Ђорђе Т. Карађорђевић (25. мај 1984)
- Михаило Т. Карађорђевић (15. децембар 1985)

Линда Карађорђевић живи у Београду где је принц Ђорђе уписао Војну академију коју није завршио. Бави се хуманитарном делатношћу и учествује у јавном животу Србије. Покровитељ је Краљевског реда витезова., промовисала је филм о Косову.

## Титуле и признања
- 16.октобар 1982- Њено Краљевско Височанство кнегиња Линда Карађорђевић од Србије и Југославије

## Породица

### Родитељи
| име                   | слика | датум рођења | датум смрти |
| --------------------- | ----- | ------------ | ----------- |
| Холбрук Ван Дајк Бони |       |              |             |
| Џоан Еванс            |       |              |             |

### Супружник
| име               | слика | датум рођења     | датум смрти   |
| ----------------- | ----- | ---------------- | ------------- |
| Краљевић Томислав |       | 19. јануар 1928. | 12. јул 2000. |

### Деца
| име           | слика | датум рођења       | супружник           |
| ------------- | ----- | ------------------ | ------------------- |
| Принц Ђорђе   |       | 25. мај 1984.      | Фелон Рајман        |
| Принц Михаило |       | 15. децембар 1985. | Љубица Љубисављевић |